# Huxley (Mondkrater)
Huxley ist ein kleiner Einschlagkrater auf der Mondvorderseite in der Ebene des Mare Imbrium, östlich des Kraters Wallace.
Der Krater wurde 1973 von der IAU nach dem britischen Biologen Thomas Henry Huxley offiziell benannt.